# Гендуз, Махмуд
Махмуд Гендуз (фр. Mahmoud Guendouz; род. 24 февраля 1953, Эль-Харраш) — алжирский футболист и футбольный тренер. Играл на позиции защитника.

## Достижения

### Клубные
- Обладатель Кубка Алжира в сезоне 1978/1979 в составе клуба «НА Хуссейн Дей»
  - Финалист Кубка Алжира в составе «Хуссейн Дея» в сезонах: 1976/1977 и 1981/1982.
- Финалист Кубка обладателей кубков КАФ в розыгрыше 1978 года в составе клуба «НА Хуссейн Дей»

### Со сборной Алжира
- 2-е место на Кубке африканских наций 1980 года в Нигерии
- Участник Чемпионатов мира: 1982 года в Испании и 1986 года в Мексике